# Olivia Newton-John
Dame Olivia Newton-John AC, DBE (født 26. september 1948 i Cambridge, Cambridgeshire, England, Storbritannien, død 8. august 2022 i Californien, USA) var en engelsk-australsk skuespiller og sangerinde. Hun begyndte sin karriere med countrysange beregnet for et amerikansk publikum.
Hun stillede op for Storbritannien i Eurovision Song Contest 1974 med slager-melodien "Long Live Love". Sangen sluttede på en fjerdeplads, efter bl.a. ABBA.
For det brede publikum var hun mest kendt fra musical-filmen Grease, hvor hun spillede teenagepigen Sandy over for John Travolta.
Lanceringen af Physical (1981) har en tvetydig tekst, der tillige er letsindigt-satirisk-humoristisk, og i den oprindelige, i dag utilgængelige, promotionvideo havde seksuelle under- og overtoner. Men BBC og MTV boykottede den, og instruktøren barslede derpå med en ny film, hvor Olivia er aktiv i træningslokalet (fitnesscentret, the gym), med sanglinjer som "let your body talk", og "let's get into animal".
På det personlige plan nød sin store fanskares empati, da hun i 1992 fik konstateret brystkræft, som hun overvandt. Hun måtte kæmpe med det igen i 2013 og 2017.
Blandt Newton-Johns største hit er Let Me Be There (1973), If You Love Me (Let Me Know) (1974), I Honestly Love You (1974), Have You Ever Been Mellow (1975), Please Mr Please (1975), You're The One That I Want (sammen med John Travolta) (1978), Hopelessly Devoted To You (1978), A Little More Love (1978), Magic (1980), Xanadu (1980) og Physical (1981).

## Barndom
Selvom Newton-John er født i England, er hun opvokset i Australien. Senere bosatte hun sig i Los Angeles USA.

## Duet med Elvis
I 2008 udgav RCA en CD med titlen Christmas Duets. Denne rummer en række af kendte julesange i Elvis Presleys fortolkning, men re-mixet, således at hvert nummer er ændret til en duet. På denne CD er "O Come, All Ye Faithful" i en version, hvor Elvis synger duet med Olivia Newton-John.

## Død
Om aftenen dansk tid den 8. august 2022 blev Newton-Johns død offentliggjort i et Facebook-opslag på hendes egen profil. Facebook-opslaget var underskrevet af ægtemanden John Easterling. Newton-John sov stille ind i sit hjem i det sydlige Californien omgivet af sin familie og venner. 

## Diskografi
- If Not for You (1971)
- Olivia (1972)
- Let Me Be There (1973)

- Long Live Love (1974)
- Have You Never Been Mellow (1975)
- Clearly Love (1975)
- Greatest Hits (opsamlingsalbum) (1976)
- Don't Stop Believin' (1976)
- Come On Over (1976)
- Making A Good Thing Better (1977)
- Totally Hot (1978)
- Physical (1981)
- Soul Kiss (1985)
- The Rumour (1988)
- Warm And Tender (1989)
- Gaia: One Woman's Journey (1994)
- Back With A Heart (1998)
- 'Tis the Season (2000) (Med Vince Gill)
- (2) (2002)
- Indigo: Women of Song (2004)
- Stronger Than Before (2005)
- Grace And Gratitude (2006)
- Christmas Wish (2007)
- A Celebration in Song (2008)
- This Christmas (2012) (Med John Travolta)
- Live On (2016)
- Friends for Christmas (2016) (Med John Farnham)

## Filmografi

### Film
- Funny Things Happen Down Under (1965)
- Toomorrow (1970)
- Grease (1978)
- Xanadu (1980)
- Two Of A Kind (1983)
- En mor til jul (TV) (1990; A Mom for Christmas)
- A Christmas Romance (TV) (1994)
- It's My Party (1996)
- Sordid Lives (2000)
- The Wilde Girls (TV) (2001)